# Chalcopasta sinuata
Chalcopasta sinuata är en fjärilsart som beskrevs av George Francis Hampson 1918. Chalcopasta sinuata ingår i släktet Chalcopasta och familjen nattflyn. Inga underarter finns listade i Catalogue of Life.